# 엑토르 로페스
엑토르 헤들리 로페스 스웨인슨(Héctor Headley López Swainson 엑토르 에아드레이 로페스 스바인손[*], 1929년 7월 8일 ~ 2022년 9월 29일)은 좌익수와 3루수로 캔자스시티 애슬레틱스와 뉴욕 양키스에서 1955년부터 1966년까지 뛰었던 전 메이저 리그 야구 선수이다. 선수 시절 로저 메리스와 미키 맨틀과 함께 양키스 외야진의 한 축을 담당했던 선수로, 1961년, 1962년 월드 시리즈에서 양키스의 일원으로서 우승을 경험했다. 또한 캔자스시티 애슬레틱스 팀 연속 안타 기록 보유자이며, 첫 아프리카계 미국인 트리플 A 감독이었다. 여러 시즌에서 아메리칸 리그 타자 안타, 타점, 득점, 2루타, 3루타, 장타율, 희생 플라이, 희생 번트, 경기 출장, 몸에 맞는 볼, 그리고 타수에서 10위 이내에 들었다. 로페스는 허슬 플레이와 클러치 히팅을 자주 선보였지만, 수비 능력은 부족한 편이었다.
파나마 출신으로는 두 번째로 메이저 리그에 데뷔했으며, 지금까지도 파나마에서 가장 존경받는 세계적인 선수 중 한 명이다. 그보다 22일 먼저 데뷔한 움베르토 로빈슨은 5시즌동안 102경기에만 출전해 별다른 활약이 없었지만, 엑토르 로페스는 통산 12시즌, 1450경기 출전으로 49명의 파나마 출신으로는 화려한 경력을 쌓은 첫 선수이기도 하다. 공식 기록 부문에서 10위 이내(1956년, 희생 번트)에 든 첫 파나마 메이저 리거이고, 또한 파나마 출신으로서 공식 기록 부문에서 첫 리그 1위 (희생 플라이, 1958년)를 기록했으며, 파나마 출신으로 첫 월드 시리즈 (1960년 양키스) 출전 및 첫 월드 시리즈 우승 (1961년 양키스)을 경험했다.
애슬레틱스에서는 내야수로 뛰었으나, 이후에는 종종 1960년대 초중반의 '매리스/맨틀 양키스 시대'에서 로저 메리스, 미키 맨틀에 뒤이은 세 번째 외야수였다. 유틸리티 플레이어였던 로페스는 선수 생활 처음 절반 내야수로, 이후 나머지 절반을 외야수로 뛰었다. 1959년 커리어 하이를 기록했고, 이후 60년대 소속팀 양키스의 우승에 적지 않은 기여를 했다. 선수 은퇴 이후, 마이너 리그 베이스볼의 트리플 A 팀 버펄로 바이슨스에서 첫 아프리카계 미국인 감독이 되어 인종 차별을 철폐해 신기원을 이룬 감독이 되었고, 이후 몇몇 나라의 감독, 코치 자리를 두루 역임했다.

## 어린 시절
로페스는 파나마 콜론에서 한 때 파나마 야구 국가대표팀 투수였던 아버지의 아들로 태어났다. 이후 출생지인 콜론, 그리고 운하를 미군이 점유하던 시기의 인접한 파나마 운하 지대에서 자랐다. 학생 시절에는 미국 군사 기지 볼링장에서 부업을 하곤 했다. 고등학교에서는 육상 선수와 야구 선수로 모두 뛰었고, 콜론에서 매 달 100 달러를 받으며 세미프로 야구를 했다. 고등학교 졸업 후에는 아프리카계 미국인 코니 존슨이 계약했던 팀인 캐나디언 프로빈셜 리그의 세인트 히아신드와 계약했다.

## 캔자스시티 애슬레틱스 (1955-59)
1952년 시즌 전에 C 클래스 프로빈셜 리그의 드러먼드빌 컵스와 1500 달러(현재의 가치로 12,411 달러)로 계약해 필라델피아 애슬레틱스에 입단했다.
1954년, 윈터 리그에서 트리플 크라운을 달성했다. 이후 프로에서 뛰면서도 계속해서 파나마 윈터 리그에 참가해 3회 타격왕을 차지했고, 여러 번 홈런 1위를 기록했다.
로페스는 에이스의 팜 시스템에서 성장했고, 소속팀 에이스가 캔자스시티로 연고지를 옮겼던 해인 1955년, 로페스는 메이저 리그에 승격되었다. 이번 시즌, 신인 중에서는 카를로스 파울라에 이어 타율 2위를 기록했지만, 아메리칸 리그 탈삼진 1위 투수 허브 스코어에 미치지 못해서 신인왕 수상에는 실패했다. 데뷔 시즌, 팀 내 홈런 3위, 팀 내 짐 피니건과 함께 타점 3위 (68타점)을 기록했다. 로페스는 팀의 주전 3루수였고 종종 2루수로도 출장했으며, 동시에 팀에서 가장 어린 선수였다. 1956년 시즌, 팀은 52승 102패를 기록해 최악의 시즌을 보냈지만, 로페스는 커리어 하이인 153 안타를 쳐냈고, 18홈런, 69타점을 기록했다. 로페스의 선수 초창기 시절에, 흑인과 백인 선수는 원정에서 같은 방을 쓸 수 없었기 때문에, 빅 파워는 가장 친한 동료였던 클리트 보이어와 방을 같이 쓰지 못하고 대신 로페스와 같은 방을 썼다.

나는 바로 여기에서 지금 엑토르 로페스가 메이저 리그의 역대 야구 선수 중 최악의 수비수로 선언한다고 공적으로 표명한다.

,  padding:8px;
1957년 시즌, 로페스는 22경기 연속 안타를 기록했는데, 이 기록은 지금까지도 캔자스시티 애슬레틱스 팀 기록으로 남아있다. 1956년과 58년 아메리칸 리그에서 경기 출장과 타수에서 모두 10위 이내에 들었고, 마찬가지로 1958년 AL에서 희생 플라이와 병살타 유도 1위를 기록했다. 또한 1958년 2루타와 득점, 1956년 희생타가 각각 10위 이내에 들었다. 1958년 6월 26일, 워싱턴 세네이터스를 상대로 1경기 3홈런을 쳐냈다. 로페스는 애슬레틱스에서 통산 .278의 타율을 기록했고, 67홈런, 269타점, 298득점을 올렸다. 그러나, 이런 로페스의 활약에도 불구하고 팀은 6위가 최고 성적이었다. 타격에서의 재능은 뛰어났던 로페스였지만, 캔자스시티에서 풀타임으로 뛰었던 4시즌에서 모두 아메리칸 리그 3루수 실책 1위를 기록했다. 야구 기자이자 캔자스시티 애슬레틱스 팬인 빌 제임스는 로페스에 대해서 '당신이 항상 보고자 하는 선수 중 최악의 수비수'라고 평했다.
1959년 5월 26일, 애슬레틱스는 로페스와 랄프 테리를 뉴욕 양키스에 보내고 조니 컥스, 톰 스터디번트, 제리 룸페를 맞바꿔 오는 트레이드를 단행했다.

## 뉴욕 양키스 (1959-66)
트레이드 후의 첫 양키스 시즌에서, 외야수로 35경기에 출장했는데, 처음으로 외야수로서 내야수보다 20경기를 더 출전했다. 하지만 여전히 3루수로서 76 경기에 출전했다. 1959년 시즌 초반 캔자스시티에서는 오직 2루수로만 뛰었었다. 이후 양키스에서의 1960년부터 1964년까지의 다섯 시즌 동안 대부분 외야수로 출전했고 5년 연속 페넌트 우승을 하는 데 기여했다. 양키스에서 뛸 때 1960년부터 64년까지 5회 월드 시리즈에 진출에 2회 우승을 한 '매리스/맨틀 양키스 시대'의 세 번째 외야수로 불렸다. 1961, 62년 시즌, 연속 월드 시리즈 우승을 차지했던 시즌에서 129 경기에 주로 좌익수로 뛰었다. 5시즌 동안, 주로 로저 메리스는 우익수로, 미키 맨틀은 중견수로 뛰었고, 로페스는 좌익수로 406 경기에 출전했다. 이 기록은 같은 기간 동안 어떤 양키스 선수보다 많은 기록이었다. 로페스는 5연속 페넌트 시즌을 우승으로 이끈 11명의 양키스 선수들 중 한 명이었으며, 그리고 화이티 포드, 엘스턴 하워드, 보비 리처드슨, 그리고 클리트 보이어와 함께 매리스/맨틀 양키스 시대 전체를 함께한 7명의 선수들 중 한 명이었다.
1965년과 66년, 우익수로 대부분 출전했다. 그러나 1965년 맨틀은 중견수로 뛰지 않았다. 맨틀은 1966년 중견수로 대부분을 출전했다.
로페스는 1959년에는 장타율, 안타, 2루타, 타점에서 10위 이내에 들었고, 1960년에는 3루타와 희생타에서 10위 이내에 들었다. 1961년 월드 시리즈에서, 로페스는 4차전에서 맨틀 대신 대주자로 출전했고, 2타점 안타로 7-0 승리에 기여했다. 5차전에서 시리즈의 향방이 갈렸고, 엑토르 로페스는 홈런과 3루타를 때려내고 5 타점을 올렸다. 그가 보여준 세 타석에서의 7타점 플레이는 뉴욕 사람들에게 계속해서 시리즈의 하이라이트로 기억되고 있다.

## 감독 생활
로페스는 1969년 버펄로 바이슨스의 감독이 되었다. 이로 인해 첫 트리플 A의 흑인 감독이 되었다. 메이저 리그의 첫 흑인 감독 프랭크 로빈슨이 탄생하기 6년 전이었다. 로페스는 재키 로빈슨이 인종차별을 무너뜨린 1947년 이후 25년간 마이너 리그에서 감독 생활을 한 세 명의 흑인 (그를 포함한 샘 뱅크헤드와 진 뱅크스) 중 한명이다. 1990년, 로페스는 롱 아일랜드 내소 카운티 맬번에 있는 맬번 고등학교에서 코치를 맡았을 뿐만 아니라 헴스테드의 공원 부서에서 일했다. 또한 베네수엘라에서 감독을 해오고 있고 파나마에서도 선수 겸 감독으로 활동했다. 2009년 월드 베이스볼 클래식에서 파나마 야구 국가대표팀 감독을 맡았다.

## 선수로서의 명예
그는 첫 파나마인 메이저 리그 올스타로서, 콜론 출신의 벤 오글리비와 매니 상귈렌, 가툰 출신의 로드 커류의 롤 모델이었다. 로페스는 파나마의 야구 선수로서 최초의 기록을 많이 세웠다. 로페스는 루키 시즌이었던 1955년부터 최초의 주전 메이저 리거로 뛰었는데, 반면 로빈슨은 1958년이 될 때까지 루키로서의 자격을 얻지 못했고 (최소 50 이닝을 던져야 한다) 웨보 클라크는 1955년에 데뷔했으나 루키로서의 자격을 얻지 못했다. 로페스는 루키 시즌이던 1955년 .290의 타율을 기록했는데, 이 또한 최소한의 규정 타석에 들어선 최초의 파나마인 기록이다. 파나마 출신으로서는 메이저 리거로 첫 번째로 데뷔한 것은 아니지만, 최초의 파나마의 주전 선수라고 할 수 있다.
1950년대 파나마 출신의 다른 메이저리거 들(로빈슨, 클라크, 에버리, 톰 휴스) 은 로페스가 1960년 양키스에서 경험하기 전까지는 메이저 리그 포스트 시즌에 출전한 적이 없었다. 또한 로페스가 1961년 양키스 우승을 경험하기 전까지 파나마인이 우승을 경험한 적은 없었다. 그는 도루, 홈런, 2루타, 3루타, 볼넷, 또는 삼진과 같은 많은 기록을 세운 최초의 파나마인이다. 1956년 시즌은 파나마 출신으로서는 최초로 150 안타, 25 2루타, 90 득점, 60 볼넷 이상을 기록한 해이다. 1959년에는 최초로 20 홈런 이상을 쳐냈고 90 타점 이상 올렸다. 그는 두 차례 .350의 출루율을 기록했는데, 해당 시즌에 400 타석 이상 들어섰으나 비공식 리그 규정 타석에 부족했다. 그래서 공식적인 커리어 하이 출루율은 1956년의 .347이다. 앞서 언급한 기록 부문에서 리그 10위 안에 들어간 첫 파나마 선수이자, 공식 타격 부문에서 1위(1958년 희생 플라이)를 기록한 첫 파나마 선수이다. 통산 타율은 .269, 출루율은 .330, 장타율 .415를 기록했다.
1960년 캐리비언 시리즈에서 파나마의 선수였고, 토너먼트 홈런 기록에서 펠릭스 토레스와 허먼 데이비스와 함께 1위를 기록했다. 로페스는 계속해서 파나마를 대표하는 세계적인 선수로 여겨지고 있다. 2006년, 프로 농구 감독 조저프 클라크는 이스마엘 라구나, 로베르토 두란, 그리고 마리아노 리베라와 함께 로페스를 파나마의 세계적 선수로 언급했다.
로페스는 두 아들을 두고 있다. 로페스가 양키스에 있었을 때부터 줄곧, 파나마에는 수많은 양키스의 팬들이 생겨났다.

## 통산 기록
| 경기  | 타수  | 안타  | 2루타 | 3루타 | 홈런 | 득점 | 타점 | 볼넷 | 삼진 | 타율  | 출루율 | 장타율 |
| ----- | ----- | ----- | ----- | ----- | ---- | ---- | ---- | ---- | ---- | ----- | ------ | ------ |
| 1,450 | 4,644 | 1,251 | 193   | 37    | 136  | 623  | 591  | 418  | 695  | 0.269 | 0.330  | 0.415  |

## 참조
참고 문헌
- 래리, 모피와 조나선 크론스다트 (1994). 《Crossing the Line: Black Major Leaguers, 1947-1959》. 아이오와 대학교 신문. 136–9쪽.

주해
1. ↑  1위 거스 저니얼 (30), 2위 빅 파워 (19)
2. ↑  1위 거스 저니얼 (84), 2위 빅 파워 (76)
3. ↑  요기 베라: 109 경기, 톰 트레쉬: 43 경기
4. ↑  톰 트레쉬: 195 경기, 요기 베라: 129 경기
5. ↑  매리스/맨틀 양키스의 마지막 해이자 로페스의 선수로서의 마지막 해였다.
6. ↑  미키 맨틀은 6타수만을 기록했다
7. ↑  당시에는 월드 시리즈만을 말함
8. ↑  통산 기록 집계에 충분한 타석(3000, 4000, 또는 5000)을 기록했다.

주석
1. 1 2 3 4 5 6 7 8 9 10  “엑토르 로페스 기록”. 《Baseball-reference.com》. Sports Reference, Inc. 2007년 8월 23일에 확인함.
2. 1 2 3  “파나마 출신 선수”. 《baseball-reference.com》. Sports Reference, Inc. 2007년 8월 24일에 확인함.
3. ↑  Moffi and Kronstadt, pp. 136-7.
4. ↑  Bjarkman, Peter C. (2005). 《Diamonds Around the Globe: The Encyclopedia of International Baseball》. Greenwood Press. 327쪽. ISBN 0-313-32268-6.
5. 1 2  Moffi and Kronstadt, p. 137.
6. ↑  “1955 캔자스시티 애슬레틱스 기록 및 로스터”. 《Baseball-reference.com》. Sports Reference, Inc. 2007년 8월 23일에 확인함.
7. ↑  “1956 캔자스시티 애슬레틱스 기록 및 로스터”. 《Baseball-reference.com》. Sports Reference, Inc. 2007년 8월 23일에 확인함.
8. ↑  대니 피어리, 편집. (1994). 〈아메리칸 리그 1955〉. 《We Played The Game》. Black Dog & Leventhal Publishers, Inc. 301쪽. ISBN 1-57912-259-0.
9. ↑  쿠엔슬러, 존. “Long hitting streaks still a big challenge in the major leagues - Warm Up Tosses - Statistical Data Included”. 《베이스볼 다이제스트》. CNET Networks, Inc. 2012년 7월 15일에 원본 문서에서 보존된 문서. 2008년 8월 28일에 확인함.
10. ↑  “Municipal Stadium (Thursday, June 26, 1958)”. 《baseball-reference.com》. Sports Reference, Inc. 2007년 8월 24일에 확인함.
11. 1 2  Bjarkman, Peter C. (2005). 《Diamonds Around the Globe: The Encyclopedia of International Baseball》. Greenwood Press. 331쪽. ISBN 0-313-32268-6.
12. ↑  제임스, 빌. 《The New Bill James Historical Baseball Abstract》. Simon and Schuster.
13. ↑  “선수 정보: 엑토르 로페스”. 《BaseballLibrary.com》. The Idea Logical Company, Inc. 2007년 9월 14일에 원본 문서에서 보존된 문서. 2007년 8월 23일에 확인함.
14. ↑  “1961 뉴욕 양키스”. 《Baseball-reference.com》. Sports Reference, Inc. 2007년 8월 27일에 확인함.
15. ↑  “1962 뉴욕 양키스”. 《Baseball-reference.com》. Sports Reference, Inc. 2007년 8월 27일에 확인함.
16. ↑  “1960 뉴욕 양키스”. 《Baseball-reference.com》. Sports Reference, Inc. 2007년 8월 27일에 확인함.
17. ↑  “1963 뉴욕 양키스”. 《Baseball-reference.com》. Sports Reference, Inc. 2007년 8월 27일에 확인함.
18. ↑  “1964 뉴욕 양키스”. 《Baseball-reference.com》. Sports Reference, Inc. 2007년 8월 27일에 확인함.
19. ↑  “1965 뉴욕 양키스”. 《Baseball-reference.com》. Sports Reference, Inc. 2007년 8월 27일에 확인함.
20. ↑  “1961 월드 시리즈”. Baseball Almanac. 2007년 8월 23일에 확인함.
21. ↑  “뉴욕 양키스 13, 신시내티 레즈 5”. retrosheet.org. 2007년 8월 24일에 확인함.
22. ↑  코리오, 랫 (1996년 10월 18일). “From Babe to Reggie, Some Yankees Series Memories”. 《뉴욕 타임스》. 뉴욕 타임스. 2008년 2월 20일에 확인함.
23. 1 2 3  조지 벡시 (1990년 3월 28일). “SPORTS OF THE TIMES; A Yankee Comes Back To Baseball”. 《뉴욕 타임스》. 뉴욕 타임스. 2008년 2월 20일에 확인함.
24. ↑  로이드 존슨 (2002). 《Baseball's Book of Firsts》. Courage Books. 40쪽. ISBN 0-7624-1487-1.
25. ↑  “월드 베이스볼 클래식 로스터”. 《스포팅 뉴스》. 2009년 2월 25일. 2009년 3월 10일에 확인함.[깨진 링크(과거 내용 찾기)]
26. ↑  Bjarkman, Peter C. (2005). 《Diamonds Around the Globe: The Encyclopedia of International Baseball》. Greenwood Press. 325쪽. ISBN 0-313-32268-6.
27. ↑  Bjarkman, Peeter C., Baseball with a Latin Beat, McFarland & Company, Inc., 1994, p. 304, ISBN 0-89950-973-8
28. ↑  “조저프 클라크와의 인터뷰”. ProSkills Sports Academy. 2006년 5월 17일. 2007년 10월 19일에 원본 문서에서 보존된 문서. 2007년 8월 28일에 확인함.
29. ↑  아라턴, 하비 (2000년 10월 21일). “Sports of The Times; Hispanics Put World In Series”. 《뉴욕 타임스》. 뉴욕 타임스. 2008년 2월 20일에 확인함.